# Hermya vittata
Hermya vittata là một loài ruồi trong họ Tachinidae.